# منتخب كندا لكرة السلة على الكراسي المتحركة للرجال
منتخب كندا لكرة السلة على الكراسي المتحركة للرجال (بالإنجليزية: Canada men's national wheelchair basketball team)‏ هو ممثل كندا الرسمي في المنافسات الدولية في كرة السلة على الكراسي المتحركة   .